# Die Unmenschliche
Die Unmenschliche ist der deutsche Titel des französischen Stummfilm-Melodrams L’Inhumaine mit dem Untertitel histoire féerique (Märchen), das Marcel L’Herbier 1924 in Frankreich in seiner eigenen Produktionsgesellschaft Cinégraphic realisierte. Das Drehbuch verfasste er zusammen mit Pierre Dumarchais, welcher unter dem Künstlernamen Pierre Mac Orlan schrieb. Der Film wurde berühmt wegen seiner experimentellen filmischen Techniken und der Beteiligung führender Künstler aus Architektur, Dekoration und Musik an der Gestaltung. Die Titelrolle spielte die Opernsängerin Georgette Leblanc, welche auch an den Produktionskosten beteiligt wurde und für den Vertrieb in Amerika sorgen sollte.

## Handlung
Die berühmte Sängerin Claire Lescot wird von vielen Männern umworben, darunter sind auch der Maharadscha Djorah aus Nopur und Einar Norsen, ein junger Wissenschaftler aus Schweden. In ihrem Salon genießt sie auf ausschweifenden Abendgesellschaften zwar deren liebevolle Zuwendung, bleibt jedoch in ihren Gefühlen gegen sie abgehoben, ja verhöhnt sie mitleidlos. Als sie erfährt, dass Norsen sich ihretwegen umgebracht hat, zeigt sie keinerlei Empfindung. Bei ihrem nächsten Konzert wird sie deshalb vom Publikum ob ihrer Kälte ausgebuht. Sie besucht die Gruft, wo Norsens Leichnam liegt, und als sie ihre Gefühle für ihn zulässt, bemerkt sie, dass er noch lebt; sein Tod war nur vorgetäuscht. Djorah ist auf ihre neue Beziehung eifersüchtig und lässt Claire von einer giftigen Schlange beißen. Ihre Leiche wird in Norsens Labor gebracht, wo er sie mittels seiner wissenschaftlichen Erfindungen wieder zum Leben erweckt.

## Entstehungs- und Aufführungsgeschichte
Die Dreharbeiten begannen im September 1923 in den Studios in Joinville bei Paris. Da Georgette Leblanc für eine Konzerttournee bereits Mitte Oktober wieder in Amerika sein musste, wurde unter erheblichem Zeitdruck gearbeitet. L’Herbier verlangte daher von seinem Stab einiges, auch Nachtarbeit. Trotzdem musste Mlle. Leblanc vor Fertigstellung des Films abreisen, so dass einige Szenen erst nach ihrer Rückkehr nach Frankreich im Frühjahr 1924 gedreht werden konnten.
Der Film hat drei Handlungsorte: als Originalschauplatz das Théâtre des Champs-Elysées sowie zwei Bauten, deren Außenansichten von Robert Mallet-Stevens entworfen wurden, und die als Villen für Claire Lescot und Einar Norsen dienten.
L’Herbier wollte einen Film schaffen, in welchem viele Formen künstlerischen Ausdrucks vereinigt sein sollten. Dementsprechend wurden namhafte Kunstschaffende unterschiedlichster Disziplinen daran beteiligt. Bühnenbild und Ausstattung entstanden unter der Anleitung von Claude Autant-Lara und Alberto Cavalcanti. Die Kostüme entwarfen Autant-Lara und Paul Poiret, die Möbel Pierre Chareau und Michel Dufel. Die Gärten legte wiederum Claude Autant-Lara an. Chefarchitekt war Robert Mallet-Stevens, der für den Film kubistische Bauten erstellte. Das technische Laboratorium des Erfinders Norsen schließlich gestaltete der Maler Fernand Léger. Angeblich wirkten auch Pablo Picasso, James Joyce und Man Ray in dem Film als Statisten mit. Der aus Dänemark stammende Graphiker Erik Aaes entwarf Kinoplakate für L’Inhumaine. L’Herbier beauftragte den jungen Darius Milhaud mit der Komposition einer Filmpartitur, in der das Schlagzeug eine prominente Position einnehmen sollte; dazu synchron sollten die Bilder geschnitten werden. Diese für L’Herbiers filmisches Konzept so ausschlaggebende Partitur ist heute verschollen.
Der Film wurde in Frankreich am 12. Dezember 1924 uraufgeführt. 1925 eröffnete er die Weltausstellung Exposition internationale des Arts Décoratifs et industriels modernes in Paris. In Amerika hatte er am 14. März 1926 Premiere. Er lief europaweit auch in Großbritannien, Italien und Spanien, Portugal und Polen. In Deutschland bekam der Film den Titel Die Unmenschliche.

## Rezeption
Der Film traf nach seiner Uraufführung bei Publikum wie Kritik weitgehend auf Unverständnis; die Reaktionen waren durchweg negativ. Viele Rezensenten verhöhnten den Film als „fehlgeleiteten Versuch, Film als Kunst zu zelebrieren“ oder „das Populäre mit dem Elitären zu versöhnen“. Die Befürworter dagegen hoben den Wagemut und die Originalität von L’Herbiers Entwurf hervor. Der aber wurde obendrein auch noch ein finanzieller Misserfolg für L’Herbier als Produzenten.
Der Darsteller des Einar Norsen, Jaque Catelain, berichtete von den Reaktionen der Zuschauer: „Bei jeder Vorstellung beleidigen sich die Zuschauer gegenseitig, es gibt ebenso viele frenetische Anhänger wie eingefleischte Gegner. In einem wahren Höllenlärm laufen bei allen Vorführungen die vielfarbigen und synkopierten Bilder über die Leinwand, mit denen der Film endet. Frauen, den Hut schief aufgesetzt, fordern ihr Geld zurück; Männer, die Gesichtszüge verzerrt, stürzen auf den Gehsteig hinaus, wo die Raufereien sich manchmal noch fortsetzen …“
Bei dem österreichischen Architekten Adolf Loos fand L’Inhumaine dagegen begeisterte Zustimmung: „Es ist das Hohe Lied auf die Größe moderner Technik. […] die Schlussbilder von L’Inhumaine übersteigen die Phantasie; wenn man aus ihnen wieder emportaucht, hat man den Eindruck, den Augenblick der Geburt einer neuen Kunst miterlebt zu haben.“
In der Berliner Zeitschrift Der Querschnitt erschienen im Sommer 1924 Photos von Jaque Catelain als Einar im Wintergarten und vom Laboratorium mit seinen von Fernand Léger entworfenen beweglichen Kulissen.
L’Herbier erwies seine Reverenz vor den Wundern moderner Technik auch dem eben erst ins öffentliche Bewusstsein vordringenden Unterhaltungsrundfunk. In einer Szene in seinem Laboratorium zeigt Erfinder Norsen der Unmenschlichen, wie sie ihre Stimme auf Radiowellen in alle Erdteile übertragen kann, indem sie in ein Mikrophon singt. Man sieht in einer Folge von Bildern, wie Afrikaner und Indianer, Eskimos und Chinesen gleichermaßen begeistert vor Trichterlautsprechern und mit Kopfhörern der Sängerin lauschen.
Dass L’Herbier, auch musikalisch auf der Höhe seiner Zeit, den konnotativen Wert erkannte, den die Jazzmusik bereits damals im Film besaß, beweisen die Bilder einer véritablen Jazz Band mit farbigen Musikern im Salon der „Unmenschlichen“, die er in einer „Symphonie aus Schuss und Gegenschuss“ rhythmisch gegen Aufnahmen der Gäste montierte, wobei den Rhythmus die Spielbewegungen des schwarzen Banjoisten vorgaben. Auch in L’Inhumaine stand Jazz demnach für „Verwirrung, gesteigertes Verlangen, Exotismus“, eben für „Modernität“.
Nach den ersten Vorführungen geriet L’Inhumaine einigermaßen schnell wieder in Vergessenheit. Erst nach mehr als 50 Jahren wurde der Wert von L’Herbiers Film für die Film- wie die Kunstgeschichte von den Kritikern erkannt. Marcel L’Herbiers Film L’Inhumaine von 1924 wird als Triumph der Avangarde-Kultur betrachtet, eine seltsame Science-fiction-Geschichte mit kubistischen Kulissen des Malers Fernand Léger und des Pioniers der modernen Architektur Robert Mallet-Stevens. Laut L’Herbier war es sein Ziel, eine „‚Sammlung moderner Künste‘ zu präsentieren“ (David Pescovitz).
„Marcel L’Herbier schuf mit ‚L’Inhumaine‘ gemeinsam mit herausragenden Künstlern eine Synthese aller Künste. Er zeigte nicht nur, wie sich diese Künstler die Vereinigung von Moderne und Technologie vorstellen, sondern auch, wie der französische Universalismus der 1920er Jahre die Kategorien des Menschlichen und Unmenschlichen inszeniert“ (Simon Berz).
„Der französische Regisseur des Streifens ‚L’Inhumaine‘ (Die Unmenschliche), Marcel L’Herbier (1890–1979), war ein Vertreter der Impressionisten. Die Form scheint bei ihm wichtiger gewesen zu sein als der Inhalt. Seine Filme waren nicht unbedingt Publikumserfolge, doch erneuerten seine Techniken, wie das bewusst unscharfe Bild, die bewegte Kamera oder die Plastizität des Bildraums, das Kino. Das avantgardistische Design von ‚L’Inhumaine‘ findet sich teilweise auch in den Zwischentiteln, manchmal ist die Schrift sogar auf dem Filmbild.“ (André Stratmann)

## Wiederaufführungen
Nachdem um 1968 ein neuer Kreis von Interessenten auf ihn aufmerksam geworden war, wurde der Film 1972 von den Archiven des Centre National du Cinéma umfänglich restauriert; 1975 wurde er anlässlich der Eröffnung einer Ausstellung zum 50. Jahrestag der Exposition des Arts Décoratifs als Auftaktveranstaltung gezeigt. 1987 lief er außer Konkurrenz bei den Internationalen Filmfestspielen von Cannes.
L’Inhumaine wurde im Filmmuseum München anlässlich der 14. Architekturfilmtage der Bayerischen Architektenkammer vom 4. bis zum 9. April 2014 als Beispiel für das Werk von Robert Mallet-Stevens aufgeführt, der für den Film „zwei Villen mit stark kubistischen Zügen“ entwarf.
Der Zürcher Pianist und Komponist Galeshka Moravioff schrieb 2013 eine neue Kinomusik zu L’Inhumaine.
Das Institute of Incoherent Cinematography IOIC, „L’immagine e la parola“ (Spin-Off des Festival del Film Locarno) und YOUTOPIA führten am 12. April 2014 die Neuvertonung von L’Inhumaine mit einem Orchester improvisierender Musiker unter der Leitung von Simon Berz im Teatro Kursaal, Locarno, beim „Primavera Locarnese“ auf.
Im Mai 2015 wurde er in der Reihe Meisterwerke des Stummfilms von Arte ausgestrahlt.